# Eupilema inexpectata
Eupilema inexpectata is een schijfkwal uit de familie Rhizostomatidae. De kwal komt uit het geslacht Eupilema. Eupilema inexpectata werd in 1992 voor het eerst wetenschappelijk beschreven door Pages, Gili & Bouillon. 